# Belcourt (Dakota del Nord)
Belcourt è un census-designated place (CDP) degli Stati Uniti d'America della contea di Rolette nello Stato del Dakota del Nord. La popolazione era di 2.078 abitanti al censimento del 2010. Si trova all'interno della riserva indiana di Turtle Mountain.
La comunità è la sede della Turtle Mountain Band of Chippewa Indians. Belcourt era originariamente nota come Siipiising, che in Anishinaabeg (Chippewa) significa "ruscello che canta con acqua vivificante". Il nome si riferisce a quello che gli euroamericani chiamavano "Ox Creek", che scorre attraverso il centro della città.
Belcourt fu progettata nel 1884. La comunità fu chiamata Belcourt in onore di Georges-Antoine Belcourt, un missionario gesuita francese che servì i Chippewa nella sua missione a metà del XIX secolo. Nel suo rapporto del 1849 ai suoi superiori, descrisse il territorio storico dei Chippewa nel bacino del fiume Pembina coprendo un'area a circa 400 miglia da nord a sud e 500 miglia da est a ovest.
La città è servita da diverse forme di media, come KEYA, una stazione radio tribale che può essere trovata a 88.5 FM; e il Turtle Mountain Times, il giornale di proprietà tribale fondato nel 2003. Il Tribal Independent, un quotidiano online di proprietà indipendente, fu fondato nel 2011 e chiuso nel 2012.

## Geografia fisica
Belcourt è situata a 48°50′26″N 99°44′48″W (48.840666, -99.746588).
Secondo lo United States Census Bureau, la città ha una superficie totale di 15,56 km², dei quali 15,04 km² di territorio e 0,52 km² di acque interne (3,36% del totale).

## Società

### Evoluzione demografica
Secondo il censimento del 2010, la popolazione era di 2.078 abitanti.

### Etnie e minoranze straniere
Secondo il censimento del 2010, la composizione etnica del CDP era formata dal 2,65% di bianchi, lo 0,19% di afroamericani, il 95,81% di nativi americani, lo 0,14% di asiatici, lo 0% di oceanici, lo 0,1% di altre razze, e l'1,11% di due o più etnie. Ispanici o latinos di qualunque razza erano l'1,4% della popolazione.